# Jacques Santini
Jacques Jean Claude Santini (Delle, 25 april 1952) is een voormalig Frans profvoetballer, die zich na zijn actieve carrière bekwaamde in het vak van voetbaltrainer. Als speler kwam hij het grootste deel van zijn carrière uit voor Saint-Étienne. Hij speelde vooral op het middenveld. Hij sloot zijn carrière af bij Montpellier Daarna was hij achtereenvolgens de trainer van Lisieux, Toulouse, Lille, Saint-Étienne, Sochaux, Olympique Lyonnais, het Frans nationaal elftal en Tottenham Hotspur.

## Voetbaltrainer

### AJ Auxerre
Op 7 juni 2005 werd hij de opvolger van Guy Roux bij Auxerre. Auxerre kende onder de ex-bondscoach een goede start van het seizoen 2005-2006 maar viel uiteindelijk buiten de Europese plaatsen. In mei 2006, stopte AJ Auxerre de samenwerking met Santini na een conflict met vicevoorzitter en Mister Auxerre Guy Roux, de sleutelpersoon waarmee de club onlosmakelijk is verbonden. Santini werd opgevolgd door Jean Fernandez.

## Erelijst
Als speler
 AS Saint-Étienne
- Division 1: 1969/70, 1973/74, 1974/75, 1975/76, 1980/81
- Coupe de France: 1969/70, 1973/74, 1974/75, 1976/77

Als trainer
 Olympique Lyon
- Division 1: 2001/02
- Coupe de la Ligue: 2000/01

 Frankrijk
- FIFA Confederations Cup: 2003